# Wanderlust
Wanderlust beschreibt die Lust am Wandern, den steten inneren Antrieb, sich zu Fuß die Natur und die Welt abseits oder auch nahe der Heimat zu erschließen.

## Näheres
Im neuzeitlichen Deutsch wurde der Begriff stark durch die Romantik geprägt: »Wandern, ja Wandern ist meine Lust« – so in den Studentenwanderliedern von Joseph von Eichendorff und später von Joseph Victor von Scheffel. In den Wandervereinen des 19. Jahrhunderts und im Wandervogel nach 1900 wurde es institutionalisiert und durch Liedgut und Schrifttum der Jugendbewegung so populär, dass es als Germanismus auch im Englischen übernommen worden und dort seit etwa 1902 nachgewiesen ist.
Auch in anderen Sprachen wie Italienisch, Dänisch oder Irisch wurde Wanderlust als Begriff für Fernweh übernommen.

## Literarische Beispiele
1838 dichtete Ludwig Bechstein in seinen Wanderungen durch Thüringen: